# Antonella Rinaldi
Antonella Rinaldi (Roma, 12 ottobre 1954) è una doppiatrice italiana.

## Biografia
Figlia del doppiatore Peppino Rinaldi e dell'attrice Marina Dolfin, nonché nipote del soprano Toti Dal Monte e del tenore Enzo De Muro Lomanto, è sorella di Francesca e Massimo, anch'essi doppiatori. Moglie di Mauro Gravina è madre di Benedetta Gravina, attrice.
Nel 2011 partecipa ad una webserie italiana, Freaks!, un progetto al quale partecipano volti noti di YouTube e che è possibile guardare solamente online, assieme al marito nei ruoli dei genitori di Silvio Bolla.
Il suo ruolo più conosciuto è quello di Lois Griffin nella serie animata I Griffin. Ha inoltre prestato la voce a varie attrici, tra cui Jennifer Jason Leigh, Laura Linney, Jennifer Tilly, Amanda Plummer (in Pulp Fiction), e Andie MacDowell.
Dal 1990 è la voce di Cip della Banda Disney in sostituzione di Ilaria Latini.

## Doppiaggio

### Cinema
- Jennifer Jason Leigh in America oggi, Mister Hula Hoop
- Carrie Preston in Codice Mercury, Niente velo per Jasira
- Andie MacDowell in Ruby Cairo, Sei mogli e un papà
- Laura Linney in L'ombra del sospetto
- Annabella Sciorra in Il mistero Von Bulow
- Cameron Diaz in Una cena quasi perfetta
- Helena Bonham Carter in Amleto
- Traci Wolfe in Arma letale
- Patsy Kensit in Arma letale 2, Shelter Island
- Daryl Hannah in High Spirits - Fantasmi da legare
- Peggy Lu in Venom, Venom - La furia di Carnage, Venom: The Last Dance
- Kyra Sedgwick in 40 carati
- Tara Reid in Alone in the Dark
- Lucy Liu in Cypher
- Virginie Ledoyen in The Backwoods - Prigionieri nel bosco
- Kathy Najimy in Sister Act - Una svitata in abito da suora,  Descendants
- Charlize Theron in Battle in Seattle - Nessuno li può fermare
- Sarah Jessica Parker in Hocus Pocus
- Brenda Fricker in Closing the Ring
- Stephanie Faracy in Natale in affitto
- Amy Irving in Tuck Everlasting - Vivere per sempre
- Vanessa Bell Calloway in Il principe cerca moglie
- Molly Hagan in Il codice del silenzio
- Amy Morton in La recluta dell'anno
- Courteney Cox in Cocoon - Il ritorno
- Jennifer Tilly in Made in America
- Kim Richards in Corsa a Witch Mountain
- Jeanne Tripplehorn in Paranoid
- Geena Davis in Beetlejuice - Spiritello porcello
- Melissa Leo in Confess
- Nancy Travis in Tre scapoli e un bebè
- Fiona Shaw in Anna Karenina
- Amanda Plummer in Pulp Fiction
- Martha Plimpton in Un'altra donna
- Melora Walters in Speaking of Sex
- Alex Borstein in Good Night, and Good Luck.
- Lorie Griffin in Voglia di vincere
- Pamela Reed in Mr. Bean - L'ultima catastrofe
- Rachael Blake in Derailed - Attrazione letale
- Rachel Ticotin in Un giorno di ordinaria follia
- Amy Locane in Airheads - Una band da lanciare
- Gina Gershon in Cocktail
- Jamie-Lynn Sigler in Summertime - Sole, cuore... amore
- Kathryn Kirkpatrick in Chestnut - Un eroe a quattro zampe
- Virginia Madsen in L'ultima profezia
- Sheree J. Wilson in Hellbound - All'inferno e ritorno
- Sherly Sulaiman in Feed
- Elsa Pataky in Snakes on a Plane
- Brooke Adams in La zona morta
- Ellie Cornell in House of the Dead
- Michelle Burke in LOL - Pazza del mio migliore amico
- Caroline Carver in George and the Dragon
- Julie Hagerty in Bridget
- Hallie Todd in Lizzie McGuire - Da liceale a popstar
- Joie Lee in Fa' la cosa giusta
- Stephanie Morgenstern in Blizzard - La renna di Babbo Natale
- Olivia Williams in L'ultimo gigolò
- Jackie Joseph in La piccola bottega degli orrori
- Lynda Mason Green in Il sentiero segreto
- Karen Valentine in Gli spostati di North Avenue
- Janet Munro in Darby O'Gill e il re dei folletti
- Maureen O'Hara in McLintock!
- Juliette Binoche in L'insostenibile leggerezza dell'essere
- Patrizia Moresco in Tempesta baltica
- Alexa Sommer in Porky College: un duro per amico
- Lorraine Gary in Lo squalo (Ridoppiaggio)
- Leleti Khumalo in Hotel Rwanda
- Ana Duato in Il cane dell'ortolano
- Françoise Chichéry in Eldorado Road
- Noémie Lvovsky in Il primo bacio
- Edyta Jurecka in L'ultimo treno
- Shiriohana Hongsopon in The Iron Ladies
- Elena Presti in 7 km da Gerusalemme
- Maria Ricossa in Matrimonio impossibile
- Deborra-Lee Furness in Un grido nella notte
- Nancy Raffa in Splash - Una sirena a Manhattan
- Yoshino Kimura in Confessions
- Mona Lee Fultz in Cooper - Un angelo inaspettato

### Film d'animazione
- Madre di Tochiro in Galaxy Express 999 - The Movie
- Ayumi Momozono in Fresh Pretty Cure! - Le Pretty Cure nel Regno dei Giocattoli
- Gaia in Zio Paperone alla ricerca della lampada perduta
- Anziana in Alla ricerca della Valle Incantata 4 - La terra delle nebbie
- Cip in Topolino e la magia del Natale, Il bianco Natale di Topolino - È festa in casa Disney
- Angelo in Ben Hur
- Il pollo gigantesco in Le avventure di Elmo in Brontolandia
- Lois Griffin in La storia segreta di Stewie Griffin
- Meg Bluegum in Il budino magico
- Speedy in Car's Life 2
- Deta in I Magotti e la Pentola Magica
- Bessie in Il castello errante di Howl
- Linda Flynn in Phineas e Ferb: Il film - Nella seconda dimensione e Phineas e Ferb: Il film - Candace contro l'Universo
- Nanny (giovane) in Dr. Jekyll & Mr. Hyde
- Edna in Molly Monster - Il film

### Serie televisive
- Linda Purl in Happy Days (Ashley Pfister)
- Freda Foh Shen in Senza traccia (ep.1x08)[1]
- Camille Coduri in Doctor Who
- Isaura Espinoza in Cuore selvaggio
- Julia Calvo in Teen Angels
- Megyn Price in The Ranch
- Reva Brunson in Rimozione forzata
- Cynthia Nixon in Ratched
- Sherry Palmer in 24
- Josie Lawrence in Skins
- Esra Dermancıoğlu in Terra amara

### Serie web
- Freaks!, regia di Matteo Bruno e Claudio Di Biagio (2011)

### Serie animate
- Voce narrante in Il pianeta di Pipsqueak
- Laa-Laa in Teletubbies (1° doppiaggio)
- Rusty in Little Robots
- Lolly in I fratelli Koala
- Betty Beetle e Spindella in Miss Spider
- Linda Flynn-Fletcher in Phineas e Ferb
- Lois Griffin ne I Griffin
- Clara in Vicini di campagna
- Gaia in DuckTales - Avventure di paperi
- Cip in Cip e Ciop agenti speciali
- Ayumi Momozono in Fresh Pretty Cure!
- Mrs. Sunshine in Due fantagenitori
- Judy in Tweenies
- Nocciolina (st. 5) ne Lo straordinario mondo di Gumball
- Sig. Ra Pesky ne Maggie
- Honey in Kick Chiapposky - Aspirante stuntman
- Bontina ne I Puffi
- Beth in Corneil e Bernie
- Hallie in Dottoressa Peluche
- Annette in I Simpson[2]
- Regina Ligea in Winx Club

### Videogiochi
- Voce Narrante in VALORANT
- Louise Nash in Cars 3 - In gara per la vittoria[3]